# Omicidio di Tommaso Onofri
L'omicidio di Tommaso Onofri è un fatto di cronaca nera avvenuto il 2 marzo 2006 a Casalbaroncolo, frazione del comune italiano di Parma.
Il piccolo Tommaso Onofri venne rapito dalla casa di famiglia allo scopo di ottenere il pagamento di un riscatto, nell'erroneo convincimento che i genitori avessero accesso a importanti risorse economiche. I rapitori tuttavia uccisero il bambino pochi minuti dopo il sequestro, probabilmente nel timore di essere già braccati dalle forze dell'ordine.
L'effettiva natura del crimine emerse circa un mese dopo, quando il muratore Mario Alessi, che aveva precedentemente lavorato a casa Onofri, e il complice Salvatore Raimondi, confessarono il delitto e indicarono il luogo dove il cadavere era stato occultato.
Assieme ad Alessi e Raimondi fu anche condannata la compagna del muratore, Antonella Conserva.

## Storia

### Il rapimento
Nel settembre 2005 la famiglia Onofri (composta dai coniugi Paolo Onofri e Paola Pellinghelli, 46 e 43 anni, impiegati alle Poste Italiane, e dai figli Sebastiano, 8 anni, e Tommaso, 17 mesi) aveva lasciato il proprio appartamento nella periferia di Parma per trasferirsi in un casolare ristrutturato al civico 27 della borgata rurale di Casalbaroncolo, al confine con Sorbolo.
Alle 19:45 circa del 2 marzo 2006 saltò la corrente elettrica in casa: dopo cinque minuti Paolo Onofri uscì in cortile per controllare il contatore e fu assalito da due uomini col volto coperto da casco e passamontagna, che minacciandolo con coltello e pistola si fecero aprire la porta. Una volta entrati, urlarono alla rapina, puntando l'arma verso Tommaso e intimando ai coniugi di consegnare loro i soldi. Paola diede loro il suo portafoglio con 150 euro in contanti, dopodiché i malviventi fecero sdraiare a terra i genitori e il figlio maggiore Sebastiano, legandoli e imbavagliandoli grossolanamente con del nastro adesivo da pacchi. Dopo circa dieci minuti i due si diedero alla fuga e quando gli Onofri riuscirono a liberarsi, si accorsero che Tommaso non era più nel suo seggiolone.
Venne immediatamente dato l'allarme alla polizia; i genitori dissero agli inquirenti che i due malviventi erano bassi di statura e parlavano con un marcato accento meridionale, forse calabrese o siciliano. Il figlio Sebastiano, interrogato a sua volta in audizione protetta, disse che prima dell'irruzione non si era sentito alcun rumore provenire da fuori casa e che i due rapitori avevano portato in casa molta sporcizia; evidenziò anche l'atteggiamento differente dei due, l'uomo col casco era tranquillo, mentre quello con il passamontagna era agitato e brutale nei modi. Iniziarono subito le ricerche intorno all'abitato, ma del bambino non c'era traccia.

### Le indagini
Delle indagini furono incaricati i sostituti procuratori Lucia Musti e Silverio Piro; un fascicolo fu aperto anche presso la direzione distrettuale antimafia di Bologna.
Fin da subito il caso della sparizione finì al centro dell'attenzione dei media italiani: la notte stessa del 2 marzo vennero realizzati i primi servizi e l'indomani a Casalbaroncolo giunsero varie troupe televisive e gli inviati delle maggiori testate. Al contempo vennero promosse varie azioni di solidarietà verso la famiglia del piccolo e furono rivolti vari appelli ai rapitori affinché liberassero il bambino, a cominciare da quelli lanciati il 3 marzo dal palco del teatro Ariston di Sanremo dal conduttore del Festival, Giorgio Panariello, il 7 marzo da papa Benedetto XVI e il 9 marzo dalla consorte del Presidente della Repubblica Italiana, Franca Ciampi.
Il 4 marzo 2006, il magistrato Gerardo Laguardia dichiarò al TG1 che la famiglia non aveva ancora avuto notizie dai rapitori. Nello stesso servizio fu trasmesso l'appello pubblico ai rapitori da parte dei genitori, che si dissero disposti a trattare per riportare il figlio a casa sano e salvo, facendo presente che Tommaso soffriva di epilessia e pertanto doveva assumere il Tegretol due volte al giorno con precisi dosaggi, oltre a essere stato febbricitante nei giorni precedenti al sequestro e a necessitare pertanto di Tachipirina. Alla dichiarazione intervenne anche il sacerdote don Giacomo Spini, che aveva battezzato il bambino il 2 aprile 2005 e unito in matrimonio la coppia tre anni prima, il quale si rese disponibile a fare da tramite con i sequestratori. Si fece avanti col medesimo intento anche il sacerdote educatore don Antonio Mazzi, al quale tuttavia la famiglia Onofri oppose un diniego.
Le indagini erano complicate dalla perdurante assenza di riscontri dai rapitori (a dispetto del fatto che la Procura avesse spiccato ben 250 provvedimenti d'intercettazione telefonica e ambientale) e dalla difficoltà nel riscontrare un possibile movente: erano infatti avvenute, nei mesi precedenti, alcune rapine nella zona attorno a Casalbaroncolo, ma al di là del furto e dell'aggressione ai proprietari di casa nessuna di esse si era spinta a un gesto così eclatante come sottrarre un minore; peraltro, al di là dei 150 euro consegnati spontaneamente da Paola Pellinghelli, nessun altro valore era stato sottratto dal casolare. Nondimeno, gli Onofri non erano benestanti, avevano da poco acceso un mutuo per l'acquisto della proprietà di Casalbaroncolo e pareva inverosimile che qualcuno potesse chiedere loro un riscatto, se non per la convinzione erronea che il loro lavoro alle Poste (in particolare quello del padre Paolo, che era direttore dell'ufficio postale Parma Sud Montebello) li mettesse in condizione di attingere ai fondi dell'ente postale. Le forze dell'ordine effettivamente ricevettero alcune richieste di denaro, ma nessuna di esse fu riscontrata come veritiera. Ulteriori criticità derivarono dalla pressione mediatica: l'8 marzo la magistratura che seguiva il caso dovette chiedere tre giorni di silenzio stampa, soprattutto per evitare depistaggi, come quello avvenuto allorché la trasmissione di Rai Tre Chi l'ha visto? ricevette la falsa segnalazione del ritrovamento sul greto del fiume Taro di indumenti e medicinali identificati mendacemente come appartenenti al bambino.
Si ipotizzò anche un'azione vendicativa, con riferimento a presunti conflitti con colleghi sul luogo di lavoro, a una rapina perpetrata nel 2001 nell'ufficio postale dove lavorava Paola Pellinghelli o finanche legati al precedente matrimonio di Paolo Onofri, terminato nel 1993 e da cui era nato un figlio: destò un qualche interesse investigativo il fatto che l'ex moglie intrattenesse una relazione con un recluso nel carcere di Vigevano, sospettato di omicidio volontario. Gli inquirenti valutarono anche altri elementi, quali un’orma lasciata nel fango presso il casolare e la sparizione del cane di famiglia, avvenuta due giorni prima del sequestro. Nulla di tutto ciò, comunque, portò a risultati concreti: quanto al cane, fu ritrovato poco distante da Casalbaroncolo il 22 marzo.
Mentre le ricerche proseguivano senza esito, vi intervenne anche la sensitiva milanese Costantina Comotari, la quale affermò che il bambino era stato ucciso e che il cadavere era stato gettato nelle acque del fiume Magra, nei pressi di Pontremoli (MS), a quasi 100 km da Casalbaroncolo. Il 16 marzo i sommozzatori dei Vigili del Fuoco di Livorno ispezionarono la zona indicata dalla medium, ma senza esito; la sensitiva sarà poi indagata per falso in relazione alla vicenda. Molti altri furono i veggenti che si misero in contatto con gli inquirenti per dare la loro "soluzione" del caso; tra di essi vi fu anche Maria Rosa Busi, divenuta celebre nei mesi precedenti per aver dato un contributo determinante al ritrovamento di un’altra persona scomparsa, la quale sostenne invece che Tommaso fosse in vita.
Il 26 marzo comparve su una strada nei pressi di casa Onofri una scritta in vernice recante le parole "Ne hai abbastanza?", che fu interpretata da alcuni come un messaggio dei rapitori e venne subito cancellata.

#### I sospetti su Paolo Onofri e sui muratori
L'unico elemento che parve promettente fu la dichiarazione spontanea di Pasquale Gagliostro, ex affiliato al clan Parrello della 'Ndrangheta e collaboratore di giustizia, da poco scarcerato, che affermò di essersi incontrato, nell'agosto 2005 in un ristorante di San Prospero Parmense, con un conterraneo che gli aveva proposto di partecipare al "rapimento lampo" di un bambino figlio di due impiegati postali, i quali avrebbero poi dovuto pagare un riscatto utilizzando soldi di Poste Italiane, auspicabilmente nel giro di poche ore. Gagliostro, che disse di non ricordare il nome di chi gli fece la proposta, avrebbe però opposto un rifiuto.
Parallelamente la Procura della Repubblica iniziò a interrogare i muratori che avevano lavorato alla ristrutturazione della proprietà di Casalbaroncolo, a cominciare dal capomastro Pasquale Giuseppe Barbera, che aveva già avuto rapporti d'affari con Paolo Onofri; egli disse di non aver ravvisato, durante i lavori, screzi tra proprietà e operai, e fornì agli inquirenti una lista delle maestranze impiegate nel cantiere. Proseguirono anche le audizioni dei genitori, causando le ire del padre di Tommaso, che disse di sentirsi "sotto accusa": una relazione di un dirigente della squadra mobile di Parma mise poi apertamente in dubbio la veridicità di quanto affermato dagli Onofri e ipotizzò che in realtà la storia del sequestro celasse un infanticidio avvenuto in famiglia. La totale coincidenza e non contraddittorietà dei racconti dei coniugi e del figlio Sebastiano andò però a confutare questa ipotesi investigativa.
Ulteriori elementi ritenuti interessanti giunsero dalle intercettazioni telefoniche alle utenze di Barbera, in particolare una telefonata tra lui e Paolo Onofri, in cui furono pronunciate frasi quali «loro sanno qualcosa di me» e «io non ho detto niente», e una tra la moglie di Barbera e Mario Alessi, muratore 44enne che aveva partecipato ai lavori di ristrutturazione in casa Onofri: parlando con lui e con la compagna di lui, Antonella Conserva, gli diede conto di una perquisizione subìta in casa dalla polizia. Barbera, nuovamente convocato dagli inquirenti, disse che Alessi lo aveva coinvolto in una complessa operazione di riciclaggio di denaro del valore di 70 milioni di dollari USA, ricavati dalla vendita di petrolio di contrabbando, e che insieme avevano proposto a Paolo Onofri di entrare nel "sistema" in cambio dell'azzeramento dell'importo da pagare per i lavori di ristrutturazione della casa: i mandanti (definiti "una banda di slavi") avrebbero però ritenuto insoddisfacente l'impegno di Barbera e Alessi, minacciandoli di ritorsioni contro di loro e le relative famiglie, sicché la telefonata di Onofri serviva ad avere rassicurazioni sul fatto di non essere coinvolto in questo rischio.
Il 10 marzo fu condotta un'ispezione in un magazzino a Parma di proprietà di Paolo Onofri, dove fu ritrovato un vecchio computer, nella cui memoria vennero rinvenuti vari file contenenti immagini e video pedopornografici scaricati da Internet. In ragione di ciò, il padre di Tommaso fu iscritto nel registro degli indagati, con l'ipotesi che il rapimento potesse avere risvolti pedofili, ma dall'indagine non emerse alcun collegamento tra le vicende; il procedimento a carico del padre andò avanti separatamente e si concluse col patteggiamento di una condanna a 6 mesi di reclusione. Il padre di Tommaso dichiarò inizialmente di aver svolto una ricerca antipedofilia e di aver tenuto quel materiale per sporgere denuncia alle autorità; successivamente, in un'intervista rilasciata per "Panorama", ritrattò la versione definendo la detenzione del materiale incriminato «uno sbaglio» di cui si era pentito.

### La scoperta dell'assassinio
L’attenzione si concentrò quindi su Mario Alessi, sul quale gravava un precedente penale per violenza sessuale commesso con un complice a San Biagio Platani nel 2000, che gli era costato una condanna a 6 anni di reclusione; il relativo iter processuale non si era ancora concluso. Alessi, che era già stato ascoltato dagli inquirenti in merito alla "banda di slavi" raccontata da Barbera (e aveva negato tutto, facendo sorgere il dubbio che il capomastro avesse inventato la storia al mero scopo di chiedere denaro a terzi), si era mostrato platealmente solidale con gli Onofri, facendo lui stesso degli appelli pubblici per la liberazione del bambino. Iscritto nel registro degli indagati il 27 marzo, presentò come alibi dapprima l'appuntamento con un collega muratore, poi la sua presenza in un bar di Casaltone la sera del rapimento; entrambe le circostanze non trovarono riscontro. In aggiunta, gli inquirenti l'avevano sorpreso a bruciare qualcosa nel giardino di casa e Paola Pellinghelli, nell'incontrarlo in questura, si era detta convinta di averne riconosciuto la camminata come simile a quella di uno dei rapitori. Anche i due alibi presentati da Pasquale Barbera (l'arbitraggio di una partita di calcetto e la presenza a un'adunanza dei testimoni di Geova) non vennero confermati.
Gli accertamenti condotti dal RIS di Parma avevano frattanto rivelato la presenza di un'impronta digitale sul nastro adesivo usato per immobilizzare i familiari: Paola Pellinghelli aveva del resto raccontato che durante il "raid", uno dei sequestratori si era tolto un guanto per meglio afferrare il lembo dell'adesivo. L'impronta fu riscontrata tramite AFIS come appartenente a Salvatore Raimondi, 27enne ex pugile, lavoratore saltuario e a sua volta pregiudicato: si scoprì che aveva acquisito utenze telefoniche con nomi fittizi, dalle quali aveva ripetutamente contattato Alessi nei giorni del sequestro di Tommaso.
Il 1º aprile Alessi, Raimondi, Barbera e Antonella Conserva vennero posti in stato di fermo. Dopo alcune ore di interrogatorio, alle 19:39 Raimondi fu il primo a confessare e ad ammettere l’uccisione del bambino, di cui però incolpò Alessi. Quest’ultimo a sua volta confermò che Tommaso era stato ucciso, ma scaricò la responsabilità dell’assassinio su Raimondi. In pochi minuti la notizia arrivò ai giornalisti e fu lanciata in apertura dei telegiornali serali: gli Onofri ne vennero così a conoscenza prima ancora di essere contattati dagli inquirenti.
La sera stessa del 2 aprile Mario Alessi condusse gli investigatori e i Vigili del Fuoco a San Prospero Parmense, sulle rive del torrente Enza, dove era stato occultato il corpo del bambino, che fu rinvenuto intatto, sepolto sotto pochi centimetri di terra e detriti. L'autopsia collocò la morte alla notte stessa del sequestro; sulla salma furono riscontrati segni compatibili con lo strangolamento e reiterati colpi alla testa inflitti con un oggetto piatto, un badile o una vanga.
Il muratore dichiarò in seguito di aver organizzato il rapimento di Tommaso con l'intento di chiedere ai genitori un corposo riscatto, che gli sarebbe servito a pagare dei debiti: durante i lavori di ristrutturazione del casolare aveva infatti appreso che Paolo Onofri aveva mostrato a Pasquale Barbera una ragguardevole quantità di denaro contante ottenuto da poco in eredità da una parente; Alessi si era così convinto che la famiglia avesse ampie disponibilità economiche e che non sarebbe stato difficile reperire ulteriori risorse mediante le Poste. Gli eventi erano però precipitati nel giro di una ventina di minuti dopo il rapimento: Alessi disse infatti che il piccolo era stato ucciso perché piangeva e “dava fastidio”, oltre che per il timore dei rapitori di essere già braccati dalle forze dell'ordine. Raimondi riferì di essere stato coinvolto con la promessa di ottenere una cospicua parte del riscatto e con la bugia che la famiglia Onofri fosse in qualche modo "consenziente" al rapimento. Antonella Conserva, l'unica a proclamarsi del tutto innocente, fu invece individuata come la "carceriera" designata del bambino durante il sequestro, nonché (a seguito del ritrovamento in casa di Alessi di una mappa della zona di Casalbaroncolo) come attiva partecipante ai fatti della notte del 2 marzo: avrebbe infatti dovuto essere lei ad aspettare i due rapitori in un luogo convenuto, probabilmente tra strada di Beneceto e strada del Traglione, a bordo della Fiat Tipo intestata al compagno, così da proseguire la fuga verso un vicino stabile diroccato.

### Il processo
Il processo ebbe inizio a marzo 2007: in sede dibattimentale, le difese di Mario Alessi e Salvatore Raimondi (quest'ultimo ammesso al rito abbreviato) si scaricarono a vicenda la responsabilità sull'uccisione di Tommaso. Insieme a loro due e ad Antonella Conserva (che seguitò a dirsi del tutto all'oscuro della vicenda, con i suoi difensori che sostennero che il delitto avesse dei mandanti terzi e fosse di natura pedofila), fu rinviato a giudizio con rito abbreviato con l'accusa di favoreggiamento anche Pasquale Giuseppe Barbera, che era però stato scarcerato.
Le sentenze di primo grado videro le condanne all'ergastolo per Mario Alessi, a ventiquattro anni di reclusione per Antonella Conserva e a venti per Salvatore Raimondi; Pasquale Barbera fu invece assolto. Nel 2010 la Cassazione confermò definitivamente le pene di Alessi e Raimondi, mentre per Conserva occorse ri-celebrare il processo d'appello, dopodiché nel 2012 la corte suprema convalidò anche la sua pena.
Le motivazioni della sentenza di primo grado attribuirono la responsabilità del crimine tanto a Mario Alessi quanto a Salvatore Raimondi, laddove i due, invece, si accusavano a vicenda, e inconciliabilmente, di aver consumato l'assassinio (perpetrato con crudeltà e «senza dare spazio al controllo, alla logica e soprattutto ad un senso di umana pietà») e di aver abbandonato il complice prima che ciò accadesse. Le dichiarazioni dell'ex pugile furono ritenute sicuramente veritiere relativamente alla preparazione del crimine: fu lui infatti a reperire le schede telefoniche "sicure" che sarebbero servite per chiedere il riscatto, nonché a procurarsi il casco, il passamontagna e le armi da usare per introdursi in casa Onofri e (una volta ucciso Tommaso) a sbarazzarsi degli indumenti usati durante il "raid". A conferma della mendacità delle affermazioni successive, i giudici evidenziarono che, qualora i due si fossero separati senza accordo, Alessi avrebbe avuto difficoltà a lasciare la zona di Casalbaroncolo, dal momento che Antonella Conserva aveva probabilmente "mancato" l'appuntamento in auto nel luogo e orario concordato. Ancora, il fatto che i tre avessero atteso due giorni prima di re-incontrarsi, fu visto dalla corte come un'ulteriore conferma della piena consapevolezza di tutti loro in merito al delitto compiuto. I giudici di primo grado pertanto non considerarono l'ordinanza del 13 maggio 2006, con la quale il Tribunale del Riesame di Bologna aveva scagionato Raimondi dall'accusa di concorso in omicidio (accogliendo come veritiera la versione per la quale Alessi, prima di uccidere il bambino, avesse fatto allontanare il complice col proprio ciclomotore), lasciando in piedi solo quella relativa al sequestro con l'aggravante «non voluta» del decesso di Tommaso.
Il ruolo della compagna di Alessi fu a sua volta definito focale e pienamente coinvolto nell'azione criminale: i giudici evidenziarono da un lato la sua attitudine (insieme al muratore) a trovare metodi "creativi" per guadagnare denaro in modi ai limiti dell'illegale, dall'altro misero in luce alcune sue azioni volte a cercare di sfuggire alle indagini, ad esempio suggerendo al compagno cosa dire nelle interviste, informandosi su elementi al tempo non di dominio pubblico (quali le impronte digitali repertate sulla scena del delitto) o ancora cercando di indurre la barista di Casaltone che smentì l'alibi di Alessi a rendere falsa testimonianza agli inquirenti.
A margine del processo, la vicenda non mancò di diventare anche tema di dibattito politico: nella maggioranza di centrodestra, allora al governo, il capogruppo della Lega Nord al Senato della Repubblica Ettore Pirovano si spinse a invocare la pena di morte, imitato dall'europarlamentare di Alternativa Sociale Alessandra Mussolini, che chiese un referendum sul tema; il presidente della Camera Pier Ferdinando Casini affermò che solo la propria "fede cristiana" lo tratteneva dal chiederla. Il ministro della giustizia Roberto Castelli prontamente stigmatizzò una simile prospettiva. La stessa madre di Tommaso si disse «sempre favorevole» alla pena capitale; tuttavia anni dopo, nel 2022, ritrattò tale affermazione legandola al dolore del momento.
L'ex ministro delle comunicazioni Maurizio Gasparri chiese invece un «processo sommario» che in pochi giorni emettesse una sentenza d'ergastolo, imitato in questo, tra l'opposizione, dall'esponente dei Comunisti Italiani Marco Rizzo.
Dal centrosinistra suscitò polemiche anche l'esternazione del leader de La Margherita Francesco Rutelli, che si scagliò contro la «stumentalizzazione» della vicenda, accusando la maggioranza e il governo di non aver «stabilito alcuna norma più severa per chi commette delitti efferati» e anzi di aver affossato un progetto di legge presentato da Giuseppe Fanfani per escludere i crimini più gravi dalla possibilità di accedere al rito abbreviato; le accuse furono respinte con sdegno ancora dal guardasigilli Castelli e dagli esponenti di Forza Italia Fabrizio Cicchitto e Sandro Bondi.
Il dibattimento processuale escluse qualunque elemento che ricollegasse il delitto a secondi fini (satanismo o pedofilia) o ad ambienti del crimine organizzato: nel 2019, Paola Pellinghelli dichiarò alla stampa di essere pienamente convinta che tutti i colpevoli fossero stati assicurati alla giustizia, affermando che le indagini avevano evidenziato come finanche gli ambienti 'ndranghetisti avessero ridotto le proprie attività criminali per agevolare le ricerche del figlio.

### Eventi successivi
I funerali di Tommaso Onofri (dopo una breve esposizione del feretro in camera ardente alla chiesa "nuova" di Sant'Andrea Apostolo in Antognano) furono officiati l'8 aprile 2006 nel Duomo di Parma, celebrante il vescovo mons. Silvio Cesare Bonicelli (che diede lettura di un messaggio inviato da papa Benedetto XVI), alla presenza di circa 50.000 persone. In rappresentanza del governo intervennero il presidente della Camera dei deputati Pier Ferdinando Casini e il ministro delle infrastrutture Pietro Lunardi; con loro anche le maggiori autorità regionali, provinciali e comunali. Al termine del rito, la salma fu tumulata al cimitero di Tizzano Val Parma.
Affetto da seri problemi al cuore, Paolo Onofri fu fortemente prostrato dall’uccisione del figlio; nel 2008, a seguito di un infarto, sprofondò in stato comatoso e trascorse i successivi sei anni privo di conoscenza, ricoverato in una clinica, dove si spense il 15 gennaio 2014.
Alessi, inizialmente detenuto nel carcere di Parma, a seguito di minacce (e, secondo alcune fonti, di un'aggressione) da parte degli altri detenuti fu trasferito alla casa circondariale di Viterbo, dove fu anche coinvolto nelle indagini per il delitto di Perugia, poiché dichiarò di aver raccolto confidenze da Rudy Guede che scagionavano Amanda Knox e Raffaele Sollecito; successivamente fu ulteriormente spostato a quella di Prato. Antonella Conserva fu invece destinata al carcere di Bollate e Salvatore Raimondi a quello di Ferrara.
A partire dal 2013, dinnanzi alla prospettiva che Alessi potesse usufruire di benefici (permessi premio e sconti di pena), la madre di Tommaso commentò aspramente la notizia, invocando la prosecuzione della pena detentiva per tutti e tre i condannati per il crimine. Le critiche furono reiterate allorché, tra il 2020 e il 2023, Antonella Conserva effettivamente beneficiò dei primi permessi di uscita dalla casa circondariale in cui era reclusa. Scelse invece inizialmente di rinunciare ai benefici Salvatore Raimondi, che nel 2013 li definì ingiusti a cospetto del proprio crimine e irrispettosi verso il dolore della famiglia Onofri, limitandosi a chiedere il trasferimento in un carcere dove poter ricominciare la pratica del pugilato. Nell'agosto 2024, tuttavia, Raimondi (frattanto trasferito alla casa circondariale di Forlì e ulteriormente condannato a 3 anni di reclusione per estorsione ai danni di un altro detenuto) ha ottenuto la semilibertà per poter lavorare; nuovamente, Paola Pellinghelli ha commentato la circostanza in termini fortemente contrari.

## Influenza culturale
Il caso ha ispirato la canzone di Fabri Fibra del 2007 Potevi essere tu; la famiglia Onofri successivamente volle incontrare il rapper marchigiano per ringraziarlo.
All'omicidio sono state dedicate una puntata della serie Rai Commissari - Sulle tracce del male, una puntata del programma History Delitti e un episodio del podcast Indagini de Il Post.